# ACM/IEEE Supercomputing Conference
SC (précédemment Supercomputing), dont le nom complet est ACM/IEEE Supercomputing Conference (en français : la Conférence internationale sur le calcul haute performance), est le nom d'une conférence annuelle qui a débuté en 1988, sous l'égide de l'Association for Computing Machinery et de the IEEE Computer Society. En 2012, a peu près 10 000 personnes ont participé à la conférence (un peu moins qu'en 2011, mais un peu plus qu'en 2010).
Cette conférence ne doit pas être confondue avec International Supercomputing Conference qui se tient chaque année en Europe depuis 1986.

## SC14
L'édition 2014 de SC, SC14, s'est tenue en novembre au centre des conventions de La Nouvelle-Orléans.

## Historique
| Année | Lieu                | Centre de conférence                       | pourcentage d'articles revus qui ont été acceptés/% |
| ----- | ------------------- | ------------------------------------------ | --------------------------------------------------- |
| 2020  | Atlanta             | Georgia World Congress Center              | TBA                                                 |
| 2019  | Denver              | Colorado Convention Center                 | TBA                                                 |
| 2018  | Dallas              | Kay Bailey Hutchison Convention Center     | TBA                                                 |
| 2017  | Denver              | Colorado Convention Center (en)            | TBA                                                 |
| 2016  | Salt Lake City      | Salt Palace Convention Center              | TBA                                                 |
| 2015  | Austin              | Austin Convention Center                   | TBA                                                 |
| 2014  | La Nouvelle-Orléans | Palais des Congrès Ernest N. Morial        | 84/394/21 %                                         |
| 2013  | Denver              | Colorado Convention Center (en)            | 90/457/20 %                                         |
| 2012  | Salt Lake City      | Salt Palace Convention Center              | 100/472/21 %                                        |
| 2011  | Seattle             | Washington State Convention Center         | 74/352/21 %                                         |
| 2010  | La Nouvelle-Orléans | Palais des Congrès Ernest N. Morial        | 51/253/20 %                                         |
| 2009  | Portland            | Oregon Convention Center                   | 59/261/23 %                                         |
| 2008  | Austin              | Austin Convention Center                   | 49/277/21 %                                         |
| 2007  | Reno                | Reno-Sparks Convention Center (en)         | 54/268/20 %                                         |
| 2006  | Tampa               | Tampa Convention Center (en)               | 54/239/23 %                                         |
| 2005  | Seattle             | Washington State Convention Center         | 62/260/24 %                                         |
| 2004  | Pittsburgh          | David L. Lawrence Convention Center        | 60/200/30 %                                         |
| 2003  | Phoenix             | Phoenix Civic Plaza Convention Center (en) | 60/207/29 %                                         |
| 2002  | Baltimore           | Baltimore Convention Center                | 67/230/29 %                                         |
| 2001  | Denver              | Denver Convention Center (en)              | 60/240/25 %                                         |
| 2000  | Dallas              | Dallas Convention Center                   | 63/179/35 %                                         |
| 1999  | Portland            | Oregon Convention Center                   | ?                                                   |
| 1998  | Orlando             | Orange County Convention Center            | ?                                                   |
| 1997  | San José            | San Jose Convention Center (en)            | ?                                                   |
| 1996  | Pittsburgh          | David L. Lawrence Convention Center        | ?                                                   |
| 1995  | San Diego           | San Diego Convention Center                | ?                                                   |
| 1994  | Washington          | Washington D.C. Convention Center (en)     | ?                                                   |
| 1993  | Portland            | Oregon Convention Center                   | ?                                                   |
| 1992  | Minneapolis         |                                            | ?                                                   |
| 1991  | Albuquerque         |                                            |                                                     |
| 1990  | New York            |                                            |                                                     |
| 1989  | Reno                | Reno-Sparks Convention Center (en)         |                                                     |
| 1988  | Orlando             | Orange County Convention Center            |                                                     |